# Список екорегіонів Росії
Нижче наведено список екорегіонів Росії, визначених Всесвітнім фондом природи (WWF):

## Наземні

### Помірні широколистяні та мішані ліси
- Кавказькі мішані ліси
- Центральноєвропейські мішані ліси
- Кримський субсередземноморський лісовий комплекс
- Східноєвропейський лісостеп
- Маньчжурські мішані ліси
- Сарматський мішаний ліс
- Південносахалінсько-Курильські мішані ліси
- Уссурійські широколистяні та мішані ліси
- Західносибірські широколистяні та мішані ліси

### Хвойні ліси помірної зони
- Алтайський гірський ліс та лісостеп
- Хвойні ліси Великого Хінгану та гір Джагди
- Гірські хвойні ліси Саян

### Тайга
- Східносибірська тайга
- Камчатсько-Курильські луки та рідколісся
- Камчатська тайга
- Тайга Північно-Східного Сибіру
- Охотсько-Маньчжурська тайга
- Сахалінська тайга
- Скандинавська та Російська тайга
- Забайкальські хвойні ліси
- Уральські гірська тундра та тайга
- Західносибірська тайга

### Помірні луки, савани і чагарники
- Даурський лісостеп
- Казахський лісостеп
- Казахський степ
- Монголо-Маньчжурський степ
- Понтійсько-каспійський степ
- Саянський міжгірський степ
- Селенго-Орхонський лісостеп
- Південносибірський лісостеп

### Затоплювані луки і савани
- Амурський лучний степ
- Луки та лісові луки Суйфун-Ханка

### Гірські луки та чагарники
- Алтайські альпійські луки та тундра
- Альпійські луки та тундра Саян

### Тундра
- Арктична пустеля
- Тундра російської Берингії
- Черсько-Колимська гірська тундра
- Тундра Чукотського півострова
- Камчатська гірська тундра та лісотундра
- Тундра Кольського півострова
- Прибережна тундра Північно-Східного Сибіру
- Тундра Північно-Західної Росії та Нової Землі
- Арктична пустеля Новосибірських островів
- Таймиро-Середньосибірська тундра
- Забайкальська гірська тундра
- Арктична пустеля острова Врангеля
- Ямало-Гиданська тундра

### Пустелі і склерофітні чагарники
- Пустеля Каспійської низовини
- Пустельний степ басейну Великих озер

## Морські

### Арктичне царство[en]
- Чукотське море
- Східне Берингове море
- Східносибірське море
- Море Лаптєвих
- Карське море
- Північне та Східне Баренцеве море
- Біле море

### Помірна Північна Атлантика

#### Північноєвропейські моря
- Північна Норвегія та Фіннмарк
- Балтійське море

### Помірна північна частина Тихого океану[en]

#### Холодний помірний північний захід Тихого океану
- Охотське море
- Камчатський шельф та узбережжя
- Японське море

#### Холодний помірний Північно-східний Тихий океан
- Алеутські острови